# Johannes Bernardus van Bree
Johannes Bernardus van Bree, także Jean Bernard van Bree (ur. 29 stycznia 1801 w Amsterdamie, zm. 14 lutego 1857 tamże) – holenderski kompozytor, dyrygent i skrzypek.

## Życiorys
Był uczniem Jana George’a Bertelmana. W latach 1820–1821 był skrzypkiem Théâtre Français w Amsterdamie. Od 1829 roku dyrygował towarzystwem Felix Meritis. W 1840 roku powołał do życia Towarzystwo Cecyliańskie. Był także dyrektorem szkoły muzycznej Towarzystwa Popierania Muzyki.
Skomponował m.in. opery Sappho (1834), Le Bandit (1835) i Nimm dich in Acht (1845), liczne utwory kameralne, msze, kantaty i uwertury orkiestrowe.